# Ferenc Horváth (Radsportler)

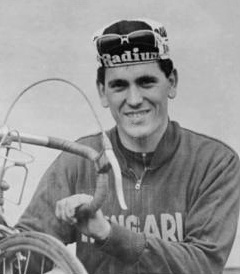
Ferenc Horváth (1960)

Ferenc Horváth (* 11. August 1939 in Szany) ist ein ehemaliger ungarischer Radrennfahrer.

## Sportliche Laufbahn
Horváth war Teilnehmer der Olympischen Sommerspiele 1960 in Rom. Beim Sieg von Wiktor Kapitonow im olympischen Straßenrennen schied er aus.  1959 holte er den Titel im Straßenrennen über 200 Kilometer. Zwischen 1959 und 1965 startete er sechsmal in der Internationalen Friedensfahrt, sein bestes Resultat in der Gesamteinzelwertung hatte er mit dem 30. Platz 1965.
1962 wurde er beim Sieg von Adolf Christian Dritter der Ungarn-Rundfahrt.